# Subudaj
Subudaj (Subutaj), mong. Сүбэдэй, Sübedei (oko 1172. – 1245.) je bio jedan od najznačajnijih mongolskih vojskovođa iz vremena njihovih velikih osvajanja.
Vodio je više od dvadeset vojnih pohoda u kojima je pokorio 32 naroda i pobijedio u 65 bitaka. Osvojio je i zauzeo više teritorija nego ijedan drugi zapovjednik u povijesti. Ostvarivao je pobjede maštovitim i sofisticiranim strategijama i taktikama, te rutinski koordinirao pokretima vojski koje su bile stotine kilometara daleko jedna od druge. Također je zapamćen po osmišljavanju pohoda koji su uništili vojske Ugarske i Poljske u razmaku dva dana jedne od druge, snagama odvojenim pet stotina kilometara.